# La Chaise vide
Pour plus de détails, voir Fiche technique et Distribution.
La Chaise vide est un film français réalisé en 1974 par Pierre Jallaud et sorti en 1975.

## Fiche technique
- Titre : La Chaise vide
- Réalisation : Pierre Jallaud
- Scénario : Pierre Jallaud et Maxime Le Forestier
- Photographie : Georges Barsky
- Son : Pierre Vuillemin
- Montage : Philippe Gosselet
- Musique : Maxime Le Forestier
- Production : Interaction - ORTF
- Distribution : Les Films Molière
- Pays :  France
- Durée : 95 minutes
- Date de sortie : France - 29 janvier 1975

## Distribution
- Martine Chevallier : Anne
- Cyril Stockman : Samuel
- Daniel Quenaud : Marc
- Maxime Le Forestier : Maxime
- Evane Hanska : Agnès
- François de Roubaix : Georges (voix de Daniel Gall)[1]